# 东兴街道 (包头市)
东兴街道，是中华人民共和国内蒙古自治区包头市东河区下辖的一个乡镇级行政单位。

## 行政区划
东兴街道下辖以下地区：
包铝平安社区、东华社区、东升社区、草原轻峰社区、长征社区和包铝和谐社区。